# Hektor Barbossa
Hektor Barbossa – pirat, fikcyjna postać filmów z serii Piraci z Karaibów. W postać Barbossy wcielił się Geoffrey Rush. Występuje we wszystkich pięciu częściach serii.
W pierwszej części jest czarnym charakterem. Był pierwszym oficerem na statku – „Czarnej Perle”, której kapitanem był Jack Sparrow, lecz stanął na czele buntu, pozostawiając Sparrowa na bezludnej wyspie. Niedługo potem wraz ze swoją załogą zagarnął przeklęty aztecki skarb, który kiedyś Montezuma II ofiarował Hernanowi Cortesowi, ściągając na siebie klątwę. Próbował zdjąć z siebie klątwę, gromadząc wszystkie 882 złote monety, lecz zginął zastrzelony przez Sparrowa.
Został przywrócony do życia przez Tia Dalmę i w trzeciej części jest już bohaterem pozytywnym, pomaga Sparrowowi odzyskać „Czarną Perłę”.
W czwartej części Hektor jest korsarzem, pracującym dla króla Anglii. Za wszelką cenę chce on zabić Czarnobrodego, który napadł na „Czarną Perłę” i zamknął ją w butelce z pomocą czarnej magii.
W piątej części Barbossa jest kapitanem na „Zemście królowej Anny”. Salazar zmusza go do odnalezienia dla niego Sparrowa. Hektor nie wykonuje zadania, lecz razem z Jackiem postanawia odnaleźć Salazara i go zgładzić. Barbossa ginie, ratując swoją córkę przed Salazarem. 